# Сарпуранс
Сарпура́нс (фр. Sarpourenx) — коммуна во Франции, находится в регионе Аквитания. Департамент — Атлантические Пиренеи. Входит в состав кантона Кёр-де-Беарн. Округ коммуны — По.
Код INSEE коммуны — 64505.

## География

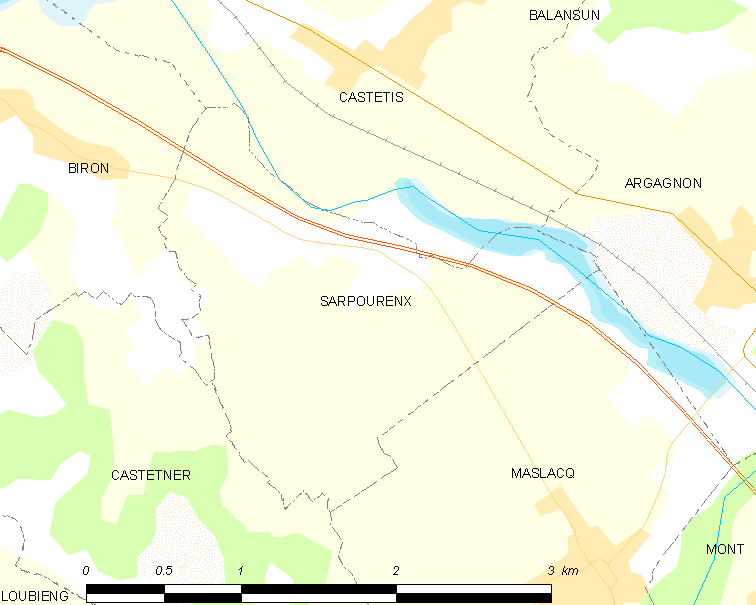
Карта коммуны

Коммуна расположена приблизительно в 650 км к югу от Парижа, в 155 км южнее Бордо, в 33 км к северо-западу от По.
На севере коммуны протекает река Гав-де-По.

### Климат
Климат тёплый океанический. Зима мягкая, средняя температура января — от +5°С до +13°С, температуры ниже −10 °C бывают редко. Снег выпадает около 15 дней в году с ноября по апрель. Максимальная температура летом порядка 20-30 °C, выше 35 °C бывает очень редко. Количество осадков высокое, порядка 1100 мм в год. Характерна безветренная погода, сильные ветры очень редки.

## Население
Население коммуны на 2010 год составляло 274 человека.
| 1962 | 1968 | 1975 | 1982 | 1990 | 1999 | 2010 |
| ---- | ---- | ---- | ---- | ---- | ---- | ---- |
| 199  | 205  | 199  | 208  | 220  | 238  | 274  |

## Администрация
| Период | Период | Фамилия              | Партия | Примечания |
| ------ | ------ | -------------------- | ------ | ---------- |
| 1971   | 2008   | Жерар Лалан          |        |            |
| 2008   | 2015   | Эмманюэль Лакруа-Шаг |        |            |
| 2015   | 2020   | Жан-Жак Ласкаб       |        |            |

## Экономика
В 2010 году среди 181 человека трудоспособного возраста (15-64 лет) 135 были экономически активными, 46 — неактивными (показатель активности — 74,6 %, в 1999 году было 65,2 %). Из 135 активных жителей работали 124 человека (67 мужчин и 57 женщин), безработных было 11 (2 мужчин и 9 женщин). Среди 46 неактивных 13 человек были учениками или студентами, 20 — пенсионерами, 13 были неактивными по другим причинам.

## Фотогалерея

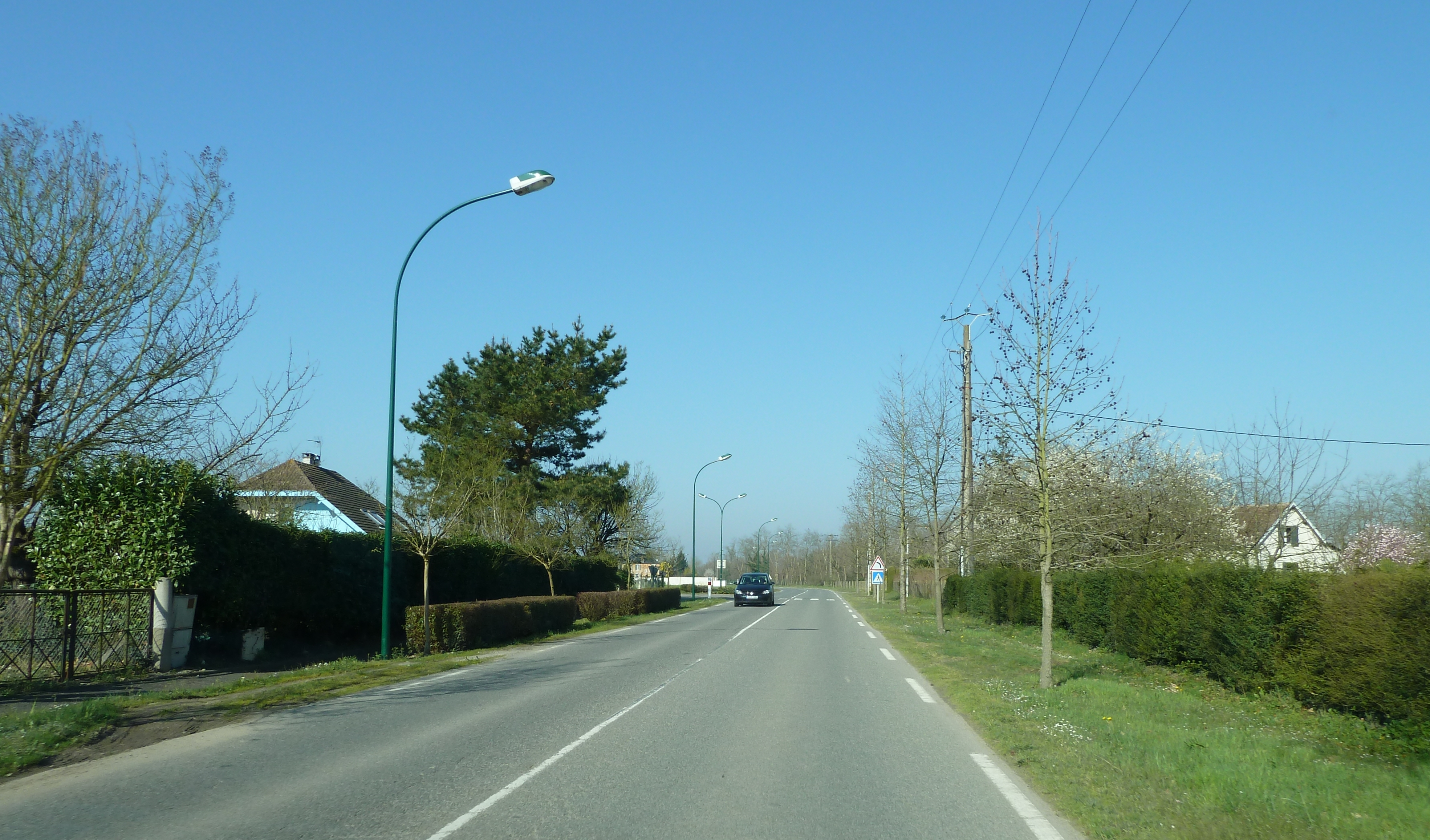
Сарпуранс
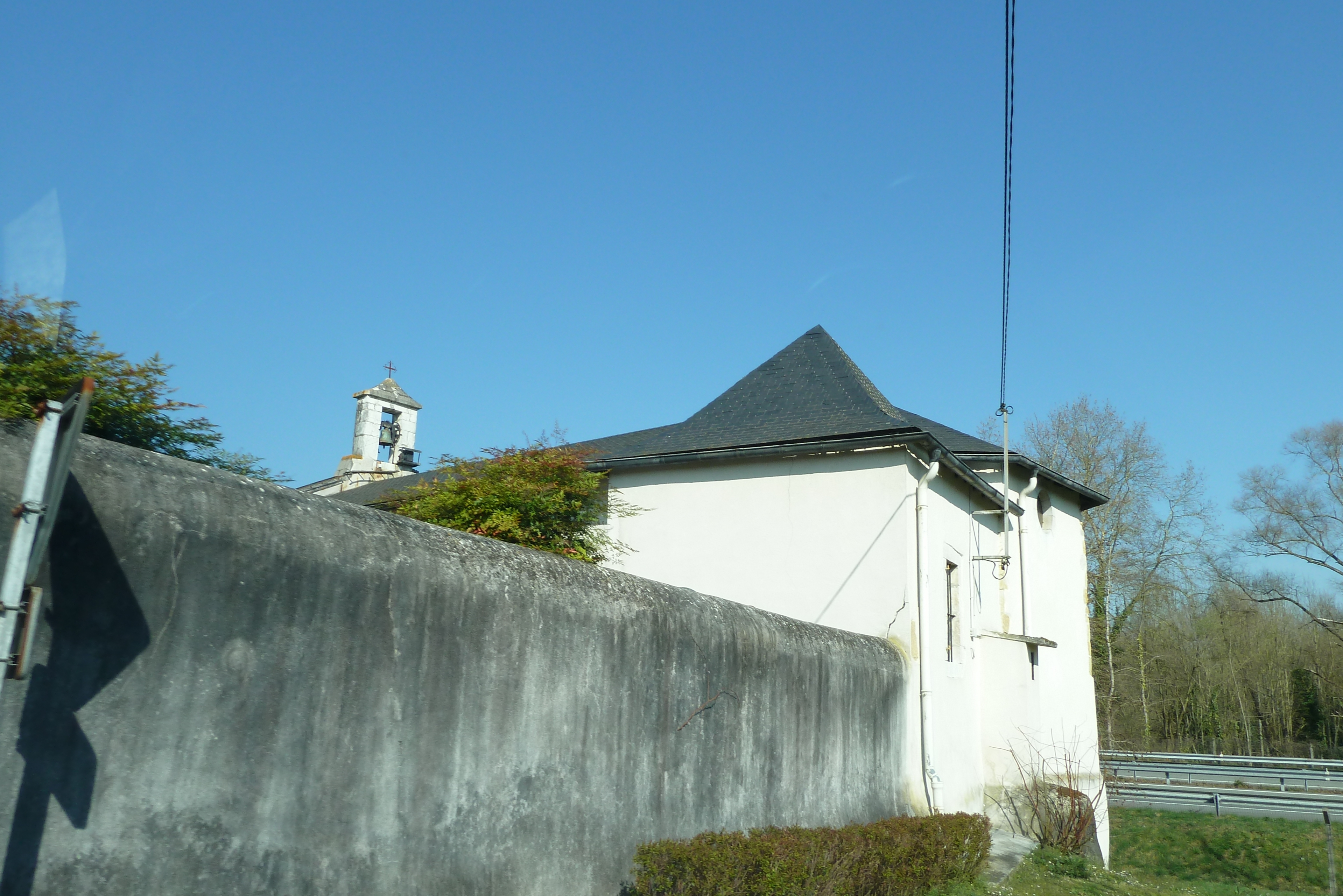
Церковь